# Nonnosus

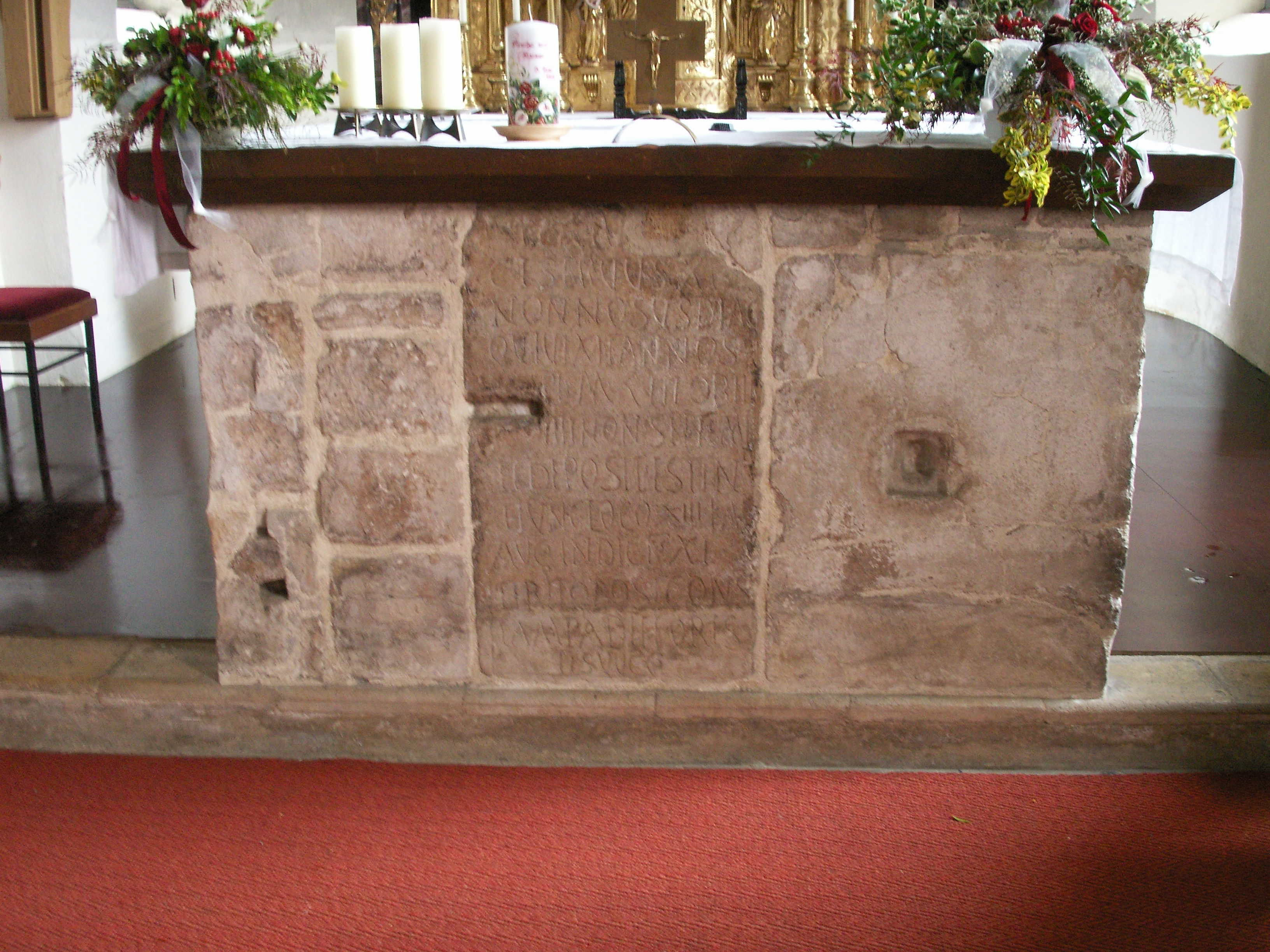
Grabstein in der Kirche des Kärntner Nonnosus von Molzbichl

Nonnosus oder Nonosius (* um 500; † um 532) ist ein christlicher Heiliger, in dessen Vita seit dem 12. Jahrhundert zwei Personen verschmelzen.

## Nonnosus von Soracte
Der erste Person ist Nonnosus von Soracte, Abt des Benediktinerklosters San Silvestro auf dem Monte Soratte im Norden Roms (* um 500; † um 560 auf dem Monte Soratte). Die Einsiedelei wurde von Silvester I. gegründet. Anfangs hatte er unter einem despotischen Abt zu leiden. 560 wurde er selbst Abt und galt als gütig und freundlich. Papst Gregor der Große erwähnte ihn noch lobend. Im 9. Jahrhundert wurden seine Gebeine ins Kloster Suppentonia, heute die Basilika Sant’Elia bei Castel Sant’Elia nahe Viterbo, übertragen. Laut Legende übertrug Bischof Niker Mitte des 11. Jahrhunderts seine Reliquien nach Freising.

## Nonnosus von Molzbichl
Die zweite ist Sanctus Nonnosus, Diaconus Ecclesiae Tiburniensis, Diakon in Molzbichl in Oberkärnten († 2. September um 500 in Teurnia). Die Gebeine des Nonnosus aus Kärnten werden heute in der Krypta des Freisinger Doms aufbewahrt. Nach dem Volksglauben soll es gegen Rückenschmerzen helfen, unter dem Sarg mit den Gebeinen hindurchzukriechen. Nonnosus wird als Patron gegen Gebrechen und Nöte in der Schule verehrt.

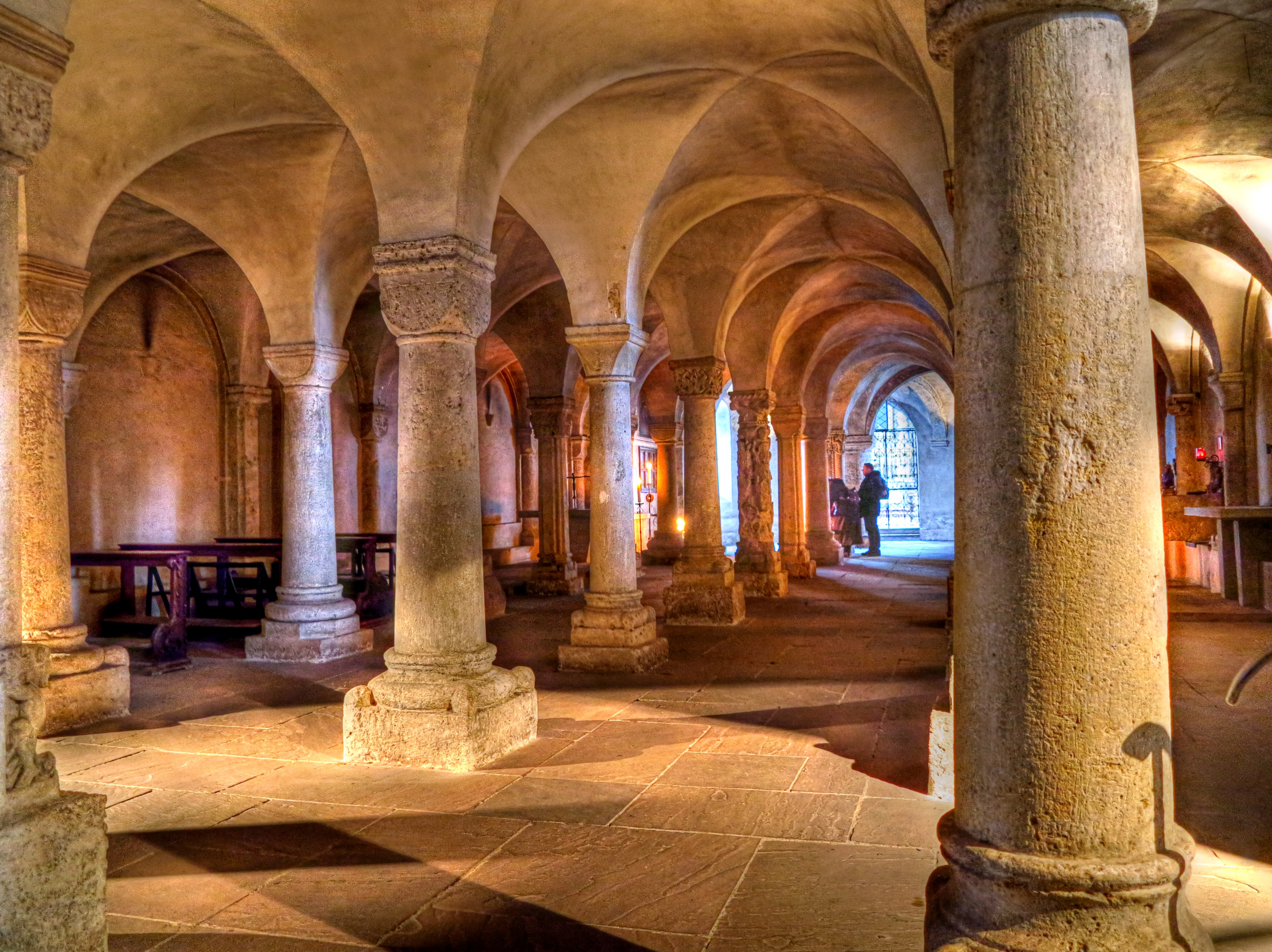
Krypta des Freisinger Doms

Während von einem italienischen Kult des hl. Nonnosus vor dem 17. Jahrhundert nichts bekannt ist, finden sich in Oberkärnten in der Gegend um Spittal an der Drau mehrere Kirchen mit belegtem Nonnosuskult. Die Kirchen stehen in Molzbichl, in St. Peter in Holz bei Lendorf, bei Berg im Drautal, in Hermagor im Gailtal und der deutschen Sprachinsel Bladen/Sappada. Aus St. Peter im Holz etwa ist ein Ablassbrief von 1470 erhalten, in welchem all jenen der Nachlass der Sünden versprochen wird, die zu Weihnachten, am dritten Bitttag, zu Peter und Paul, am Tage des heiligen Nonnosus und am Kirchweihtag die Kirche besuchen und für deren Restaurierung spenden. Unter den oben genannten Orten der Nonnosusverehrung hat Molzbichl, noch im 11. Jh. als Münster (Munstiûre) bezeichnet und Klostersitz seit dem 8. Jahrhundert, eine besondere Bedeutung. In die Mensa der Kirche, dem Tischteil des Altares, ist eine Grabplatte aus dem 6. Jahrhundert eingemauert, die zu einer Reliquiengrube östlich des frühmittelalterlichen Hochaltars passt. Dieses frühchristliche Zeugnis, die bisher einzige aus dieser Zeit stammende Inschrift in Österreich, erwähnt einen Diakon mit dem Namen Nonnosus, der im Jahre 532 verstarb.
Die lateinische Inschrift lautet:

“Hic re[quies]/ci(t) servus Χϱ[ι](στου) / Nonnosus diac(onus) / qui vixit annos / p(lus) m(inus) CIII obiit / IIII Non(as) Septemb(res) / et deposit(us) est in / hunc loco XIII Kal(endas) Aug(ustas) indict(ione) XI / tertio (anno) post cons(ulatum) / Lampadi et Ores/tis v(irorum) c(larissimorum)”

„Hier ruht der Diener Christi, der Diakon Nonnosus, der ca. 103 Jahre lebte. Er starb am 2. September und wurde am 20. Juli an diesem Ort im elften Jahr der Indiktion bestattet, drei Jahre nach dem Konsulat der hochberühmten Männer Lampadius und Orestes.“

1987 wird sein Grab in der Kirche von Molzbichl wiedergefunden.

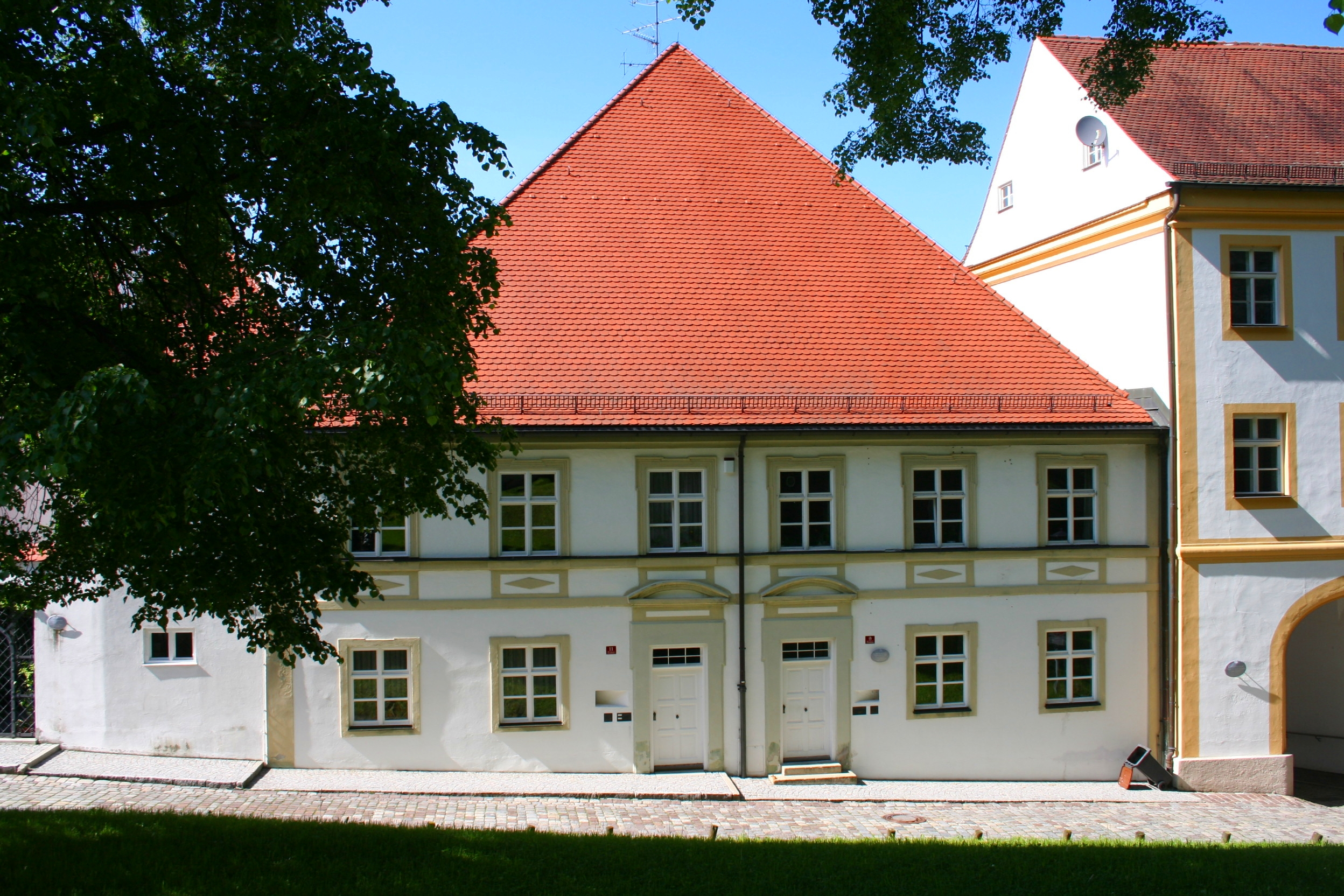
Korbinian- und Nonnosushof; Ehemalige Chorherrenhöfe von St. Andrä

Die Stärke des Kults führte augenscheinlich schon im Früh- und Hochmittelalter zu mehreren Reliquientranslationen, was in den Gräbern von Molzbichl, St. Peter in Holz bzw. der Translation nach Freising unter Bischof Nitker (1039–52) ersichtlich wird. Freising erhielt 891 durch den ostfränkischen König Arnulf von Kärnten erstmals Besitz in der Umgebung der alten Römerstadt Teurnia-Tiburnia, in dessen Umgebung Molzbichl und St. Peter liegen.

## Gemeinsame Verehrung
Ab dem 12. Jahrhundert ist eine zunehmende Gleichsetzung des Kärntner Nonnosus mit jenem von Soratte anzunehmen. Das gab dem Heiligen ein neues prachtvolles hagiographisches Gewand. In Kärnten wurde der Diakon zum Bischof erhöht und erhielt den Namen Nonosius, was letztlich zu Verwechslungen mit dem Heiligen Anastasius geführt hat. In Italien erlebte der Nonnosuskult im 17. Jahrhundert einen neuen Aufschwung. Die Folge der Gleichsetzung der beiden Personen sind idente Sterbedaten des Nonnosus vom Kloster San Silvestro vom Monte Soratte mit jenem des Diakons in Molzbichl, wobei der hagiographische Erkenntnisstand über den Kärntner Nonnosus außergewöhnlich hoch ist, da Name, Alter, Todestag, erste Translation und der Weihegrad bekannt sind.
Heute geht man davon aus, dass die Reliquien in Freising und der 1660 nach Bamberg übertragene Kopf von Nonnosus von Molzbichl stammen.
Der katholische Gedenktag beider Nonnosus ist der 2. September.
Eines der Domherrenhäuser auf dem Freisinger Domberg wurde als Nonnosushof nach dem Nonnosus aus Kärnten benannt.